# Pałac Mirabell
Pałac Mirabell (niem. Schloss Mirabell) – zabytkowy pałac w Salzburgu.
Pałac został zbudowany około 1606 na polecenie arcybiskupa Salzburga Wolfa Dietricha Raitenaua (1587–1612) dla jego kochanki Salome von Altenau, z którą w miał około 15 dzieci. Jego następca abp Markus Sittikus von Hohenems (1612–1619) nadał pałacowi obecną nazwę z języka wł. mirabile, bello (godny podziwu, nadzwyczajny, piękny). Na polecenie abpa Franza von Harrach zu Rorau (1709–1727) obiekt został przebudowany w stylu barokowym w latach 1721–1727, według planów Johanna Lukasa von Hildebrandta. W latach 1690–1691 abp Johann Ernst von Thun (1687–1709) zlecił Johannowi von Erlach przemianę ogrodu na barokowy.

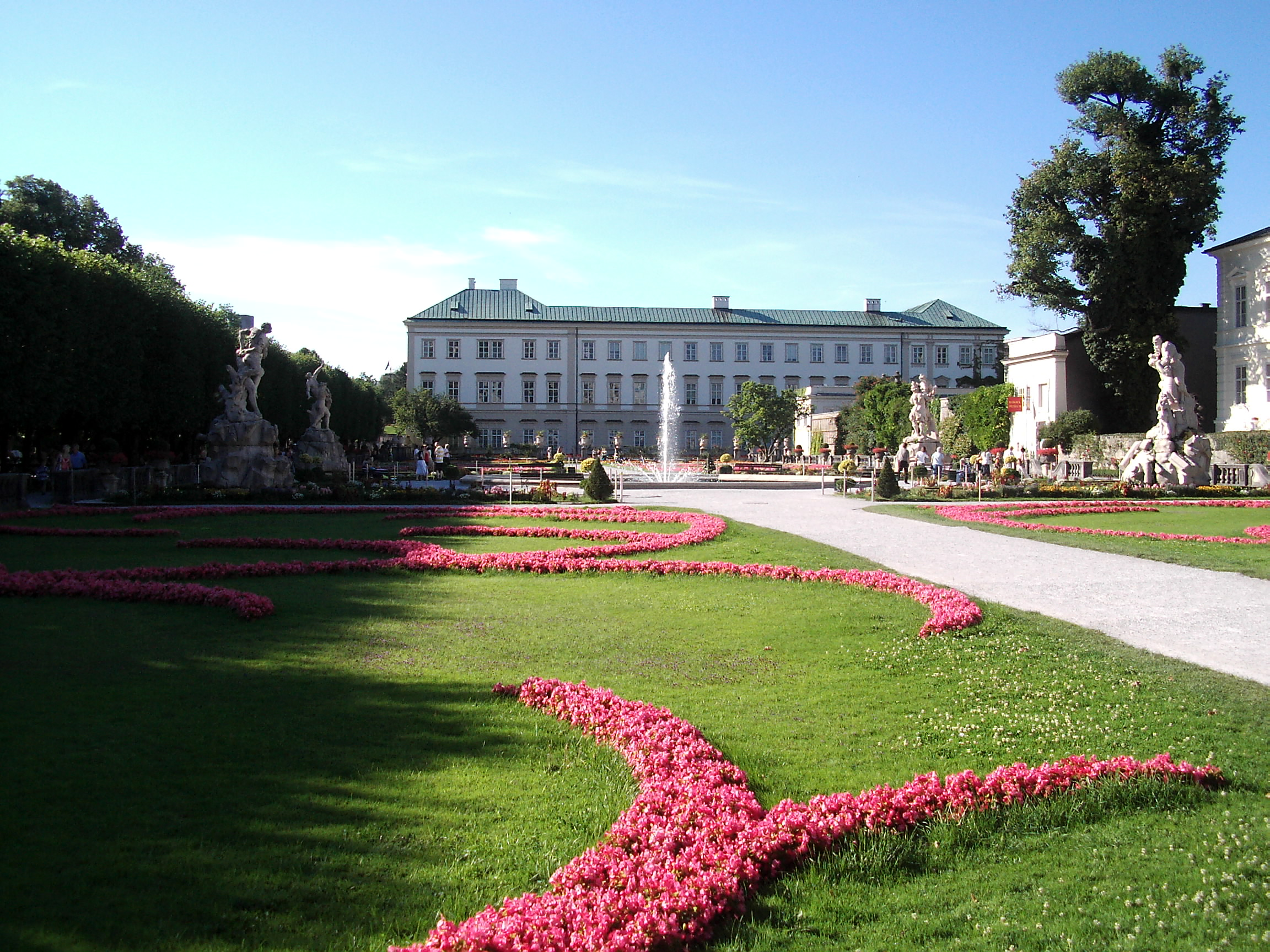
Ogród
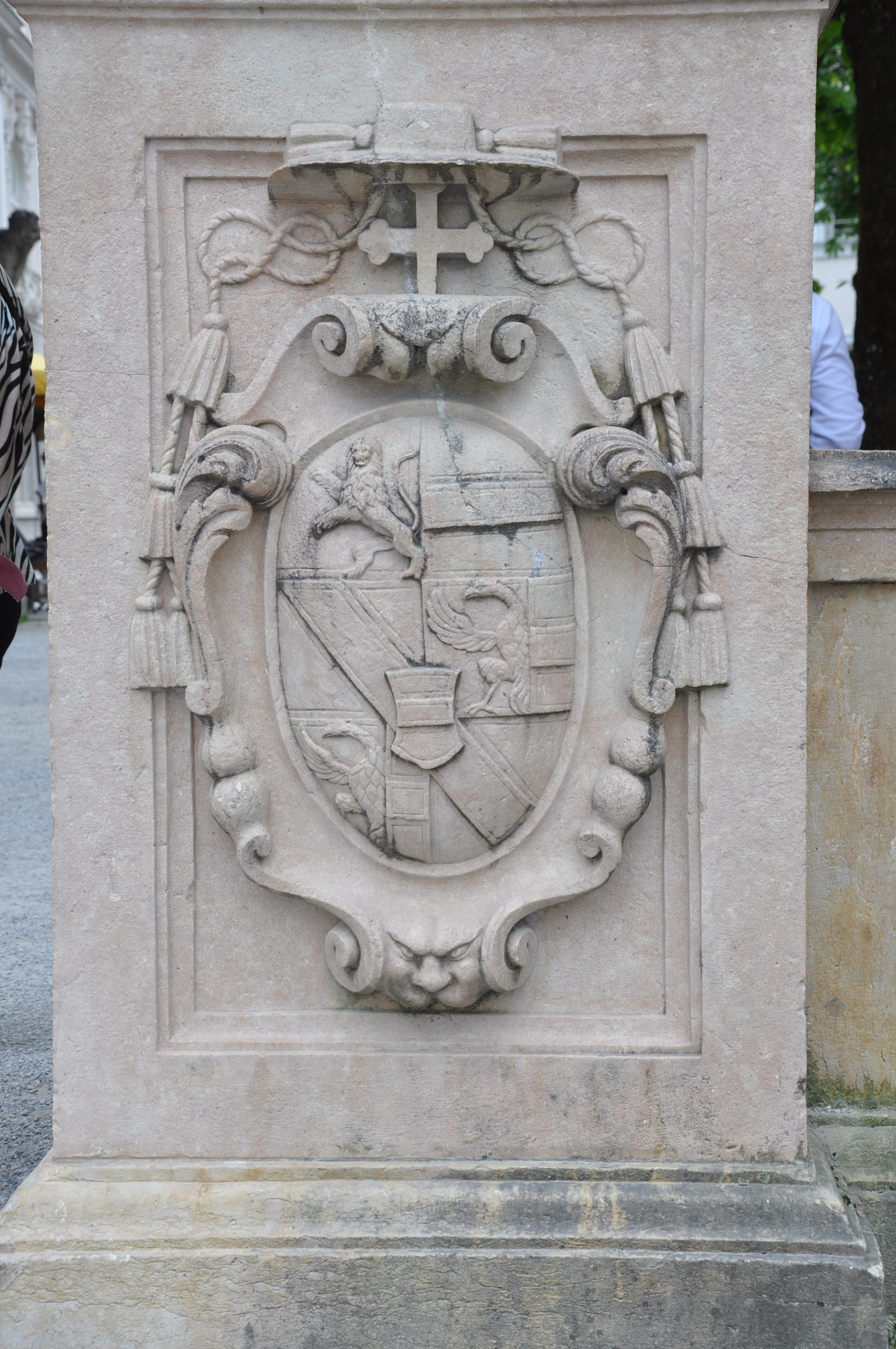
Cokół z herbem Johanna von Thun
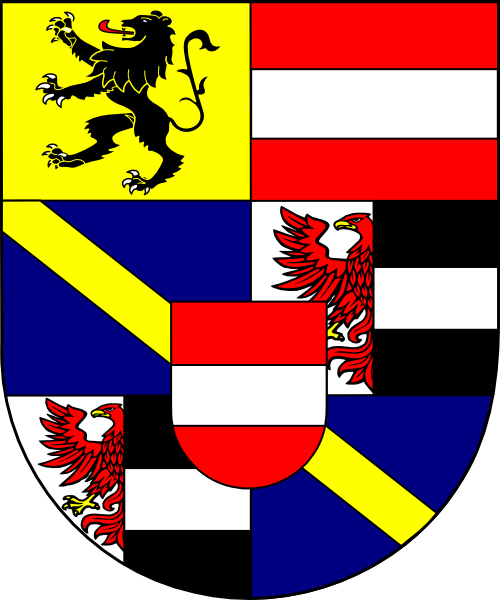
Herb Johanna von Thun